# Pěšice (tvrz)
Pěšice (též Na Hradišti) jsou zaniklá tvrz na okraji stejnojmenné vesnice u Řepníků v okrese Ústí nad Orlicí v Pardubickém kraji. Tvrz bývala panským sídlem od třináctého do začátku patnáctého století, kdy po připojení ke košumberskému panství zanikla. Její pozůstatky jsou chráněny jako kulturní památka.

## Historie
Předpokládá se, že pěšická tvrz byla založena v první čtvrtině třináctého století. První písemná zmínka o vesnici pochází z roku 1226 a nachází se v přídomku Služka z Pěšic. Z roku 1354 se dochovala zmínka o Dětmarovi z Pěšic a určitý majetek ve vsi měl v roce 1386 Adam z Morašic. Před rokem 1409 vesnici získal Ješek z Popovce a Vildštejna. V letech 1409 a 1412 se po něm projednávala odúmrť, přičemž nároky na majetek vznesl olomoucký biskup Jan Železný, ale král Václav IV. statek v roce 1411 postoupil Janovi a Vilémovi z Chlumu. Ti Pěšice připojili ke svému Košumberku a nepotřebná tvrz zanikla.
Keramické střepy získané při povrchovém sběru v roce 1996 dokládají osídlení lokality ve vrcholném až pozdním středověku.

## Stavební podoba
Tvrz stála na ostrožně, jejíž plocha je součástí pozemků u domu čp. 30. Přístup na tvrziště s rozměry 25 × 17 metrů chrání ve skále vytesaný příkop, jehož hloubka dosahuje až šest metrů. Členitý povrch ostrožny nese v jihovýchodní části stopy po budově. Ve střední části bývalo nejspíše nádvoří a další zástavba stávala na severozápadní straně. Na severu jsou patrné pozůstatky kamenného zdiva.